# Goll van Franckenstein

Goll van Franckenstein is een geslacht waarvan leden sinds 1818 tot de Nederlandse adel behoren en welke Nederlandse tak in 1904 uitstierf.

## Geschiedenis
De stamreeks begint met Lorenz Goll die begin 16e eeuw burger en lid van de raad van Colmar (Elzas) was. Zijn zoon Michael (†1598) was eerst koopman te Colmar, later te Straatsburg; hij werd bij diploma van 1 augustus 1594 door keizer Rudolf II verheven in de Rijksadelstand. Dat diploma werd in 1766 vernieuwd door keizerin Maria Theresia, onder toevoeging van de naam von Franckenstein, voor Johann Goll van Franckenstein (1722-1785); deze laatste werd in 1750 poorter van Amsterdam. Diens zoon werd bij KB van 13 december 1818 verheven in de Nederlandse adel; met een kleindochter van hem stierf het geslacht in 1904 uit.

## Enkele telgen
Johann Goll van Franckenstein (1722-1785), poorter van Amsterdam in 1750, lid bankiersfirma Verbrugge & Co., sinds 1777 Goll & Co., tekenaar en kunstverzamelaar, bewoner van Huis Velserbeek in Velsen
- Jhr. mr. Johan (Jean) Goll van Franckenstein (1756-1821), koopman en bankier, hoofd firma Goll & Co., lid raad van Amsterdam, lid provinciale staten van Holland, kunstverzamelaar, bewoner Huis Velserbeek
  - Jhr. Pieter Hendrik Goll van Franckenstein (1787-1832), lid firma Goll & Co., lid raad van Amsterdam
    - Jhr. Joan Hendrik Goll van Franckenstein (1816-1848), lid firma Goll & Co.
    - Jkvr. Anna Emerentia Jacoba Goll van Franckenstein (1817-1904), laatste telg van het adellijke geslacht; trouwde in 1852 Cornelis David van der Vliet (1817-1894), chef handelshuis Gebr. Van der Vliet, bewoners van Huis Vaart en Duin in Overveen
    - Jhr. mr. Gerrit Jan Adolph Goll van Franckenstein (1819-1850), lid firma Goll & Co.

## Afbeeldingen

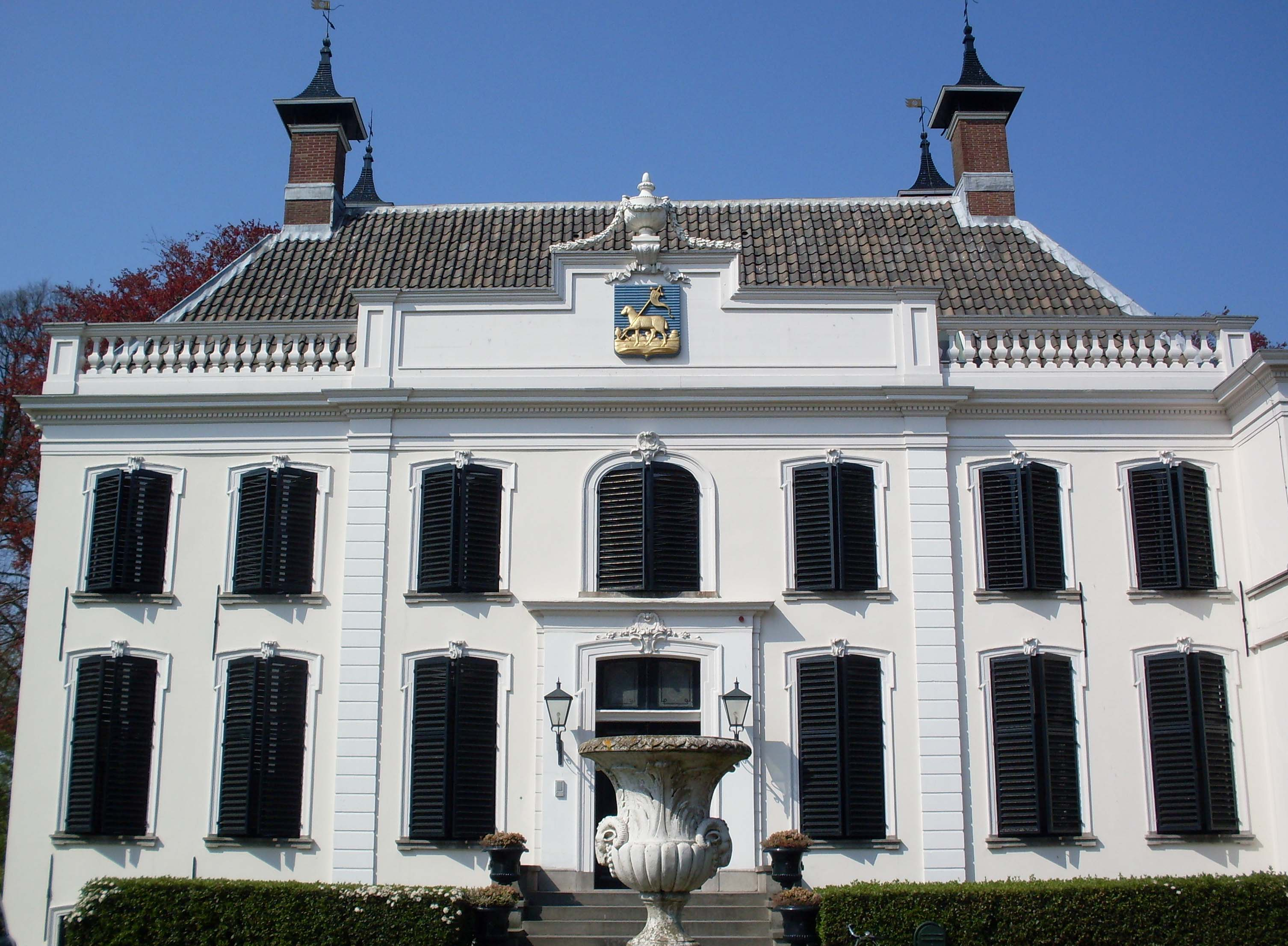
Huis Velserbeek in 2010
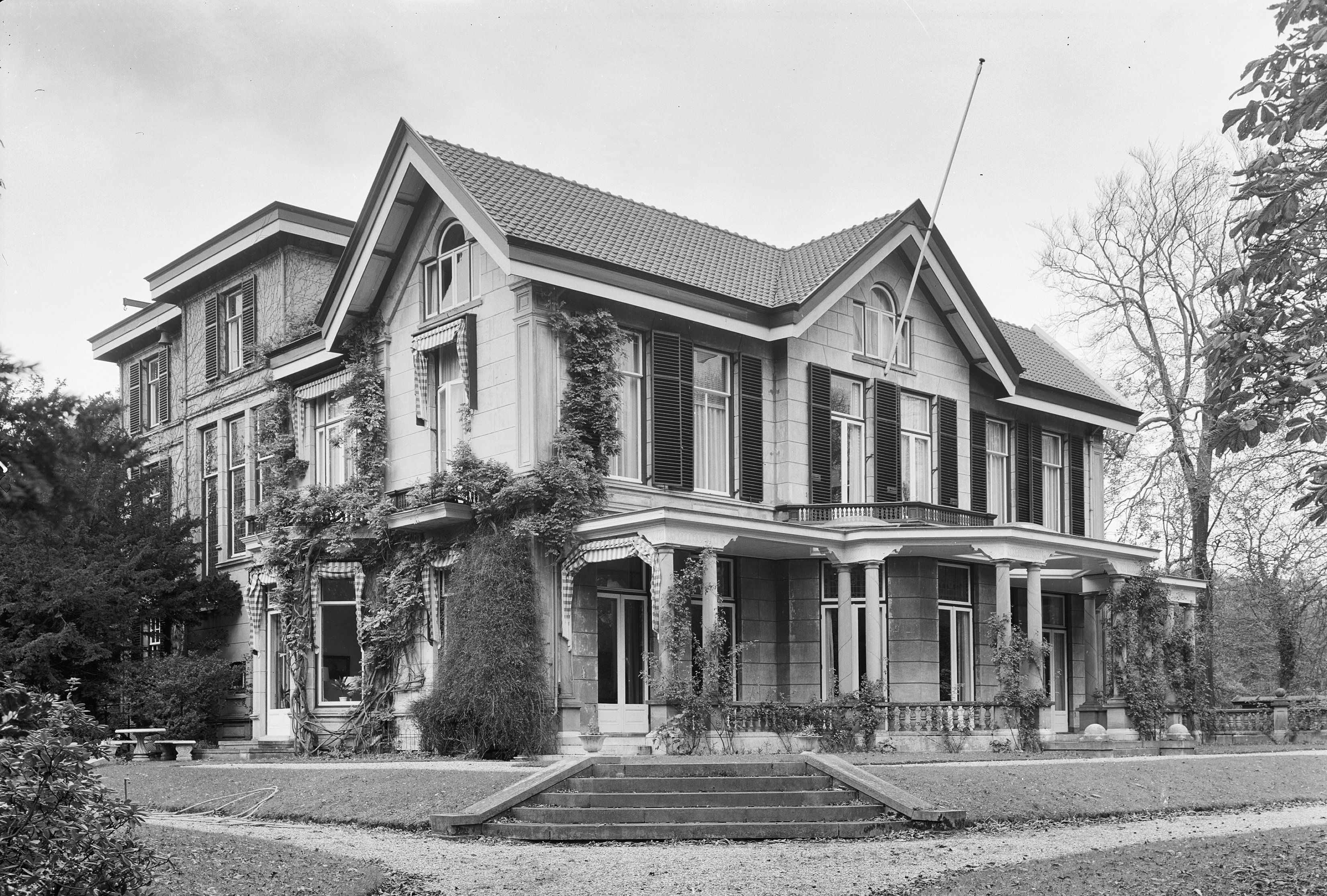
Huis Vaart en Duin in 1968